# A301 (België)
De Belgische A301 was een kort stuk geplande snelweg tussen Zeebrugge en Brugge. De snelweg zou de haven van Brugge-Zeebrugge vanaf Blauwe Toren verbinden met de E40/A10 en de A17 ten oosten van Jabbeke.

## Geschiedenis
Oorspronkelijk werd de verbinding naar Zeebrugge gepland over het tracé van de huidige expresweg N31 via Loppem. In 1972 oordeelde het bestuur der wegen echter dat het niet wenselijk was een autosnelweg, die veel zwaar verkeer van en naar de haven zou aantrekken, dwars doorheen de Brugse agglomeratie te laten lopen. Het tracé van de A17 kwam aldus meer westelijk te liggen: van Torhout via Jabbeke. Deze wijziging lokte vrijwel meteen protest uit vanwege lokale milieu- en landbouwverenigingen in de polders dewelke doorkruist zouden worden door de nieuwe verbinding. Omdat de gelijktijdige aanleg van de huidige N31 en de A17-A301 via Jabbeke budgettair onmogelijk bleek, werd eerst begonnen met de aanleg van de huidige N31. In 1976 werd het autosnelwegenprogramma sterk afgeslankt. De minister kwam opnieuw voor de keuze tussen het tracé via Loppem of Jabbeke. Opnieuw werd gekozen voor het tracé via Jabbeke omwille van de hoge kosten van het kruisingsvrij maken van de huidige N31 (vele ondertunnelingen). Ten noordwesten van Varsenare werden al twee autosnelwegbruggen (de zogenaamde Spookbruggen van Varsenare) gebouwd en ondertussen al terug afgebroken.
In 1977 besliste een nieuwe minister (Guy Mathot) gehoor te geven aan de actiegroepen in de polders langs het westelijke tracé. Eind 1977 werd het tracé Torhout - Jabbeke definitief vervangen door het tracé Torhout - Loppem. Alle aanbestedingen, onteigeningen en studies op het verlaten tracé van de A17-autosnelweg werden stopgezet. De aanleg van het vak Jabbeke-Blauwe Toren werd op hetzelfde moment in de koelkast gestopt.